# Valencia Negra
El Festival de Género Negro de Valencia, conocido como Valencia Negra o VLC Negra, es un festival literario que se celebra los primeros días del mes de mayo del año promovido desde 2013 por los escritores Jordi Llobregat, Bernardo Carrión, Marina López Martínez (Marina Lomar) y Santiago Álvarez.

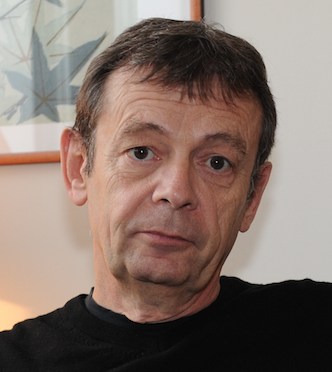
"Valencia Negra es una excelente noticia para la cultura" Pierre Lemaitre

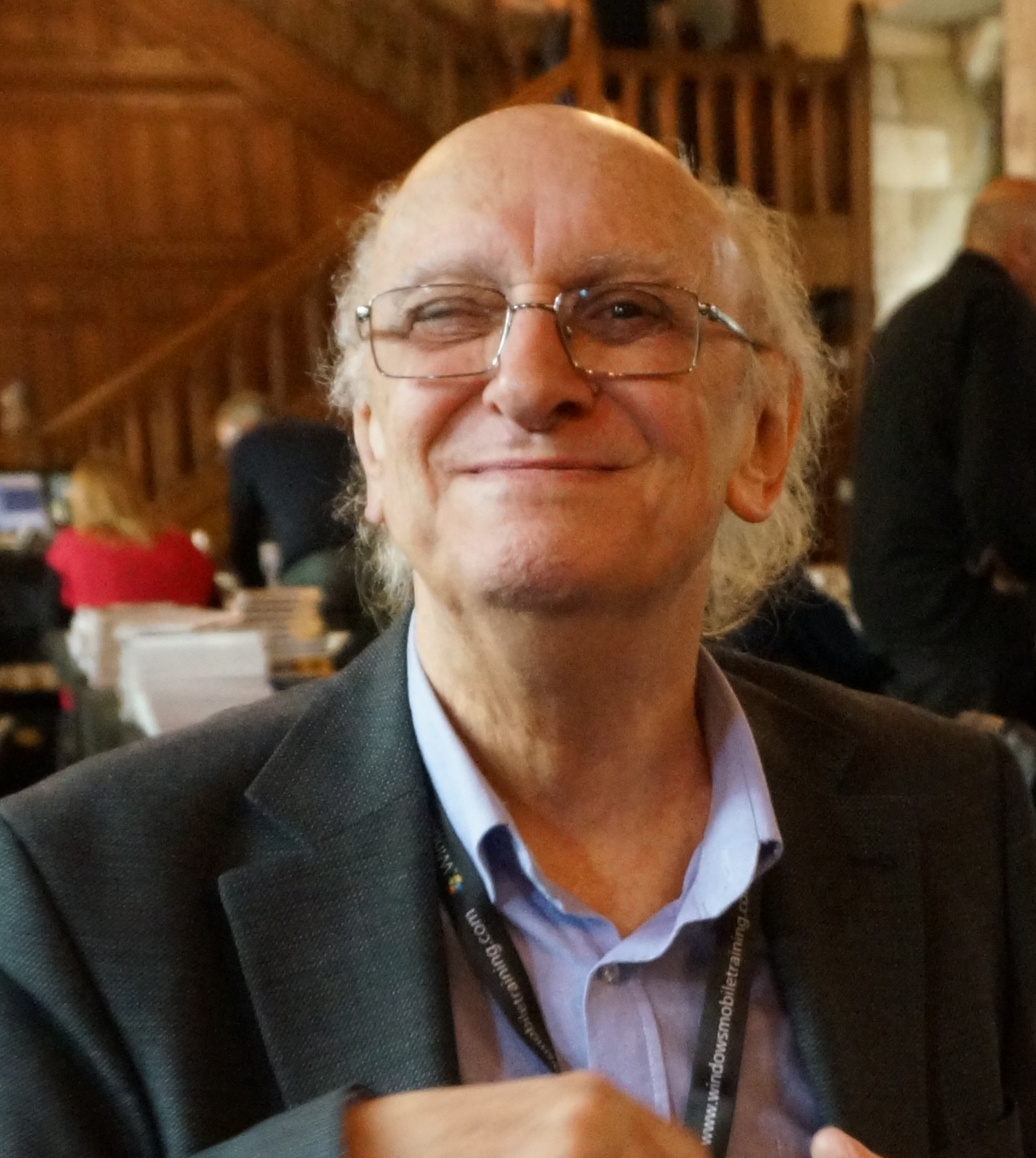
"Impecable" Petros Markaris

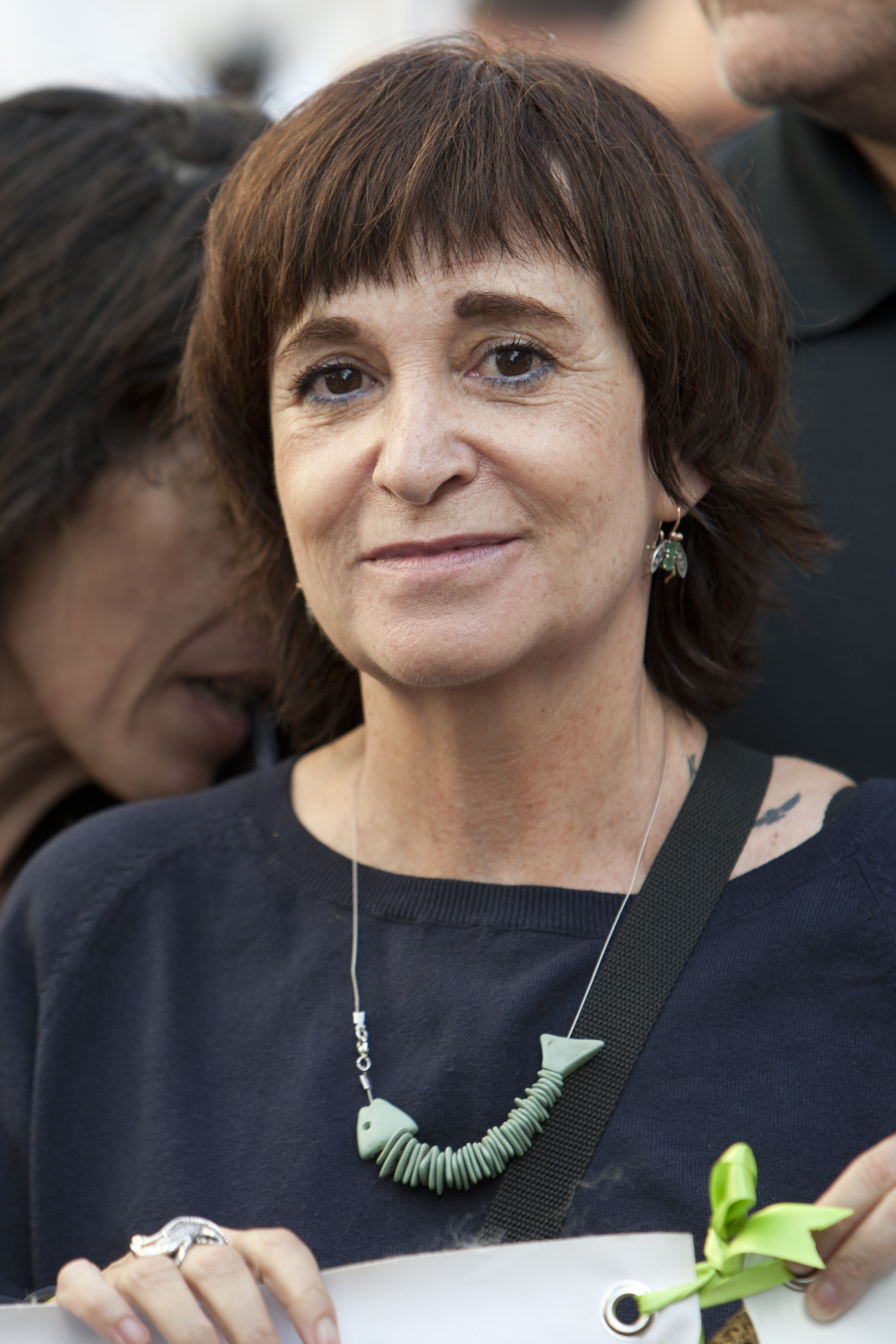
"Valencia Negra no tiene nada que envidiar a ningún festival europeo". Rosa Montero

El festival se plantea en sus inicios como un evento participativo y abierto, dirigido a todos los públicos, que cuenta con un amplio abanico de actividades y que se organiza en una extensa red de centros, establecimientos, entidades participantes y se ha internacionalizado con un acuerdo de colaboración con el festival francés Toulouse Polard du Sud.

## Participantes
En las ediciones del festival ha habido una amplia participación de autores, entre los que cabe destacar.
- Dennis Lehane
- Ragnar Jónasson
- Jo Nesbǿ
- César Pérez Gellida
- Mikel Santiago
- Donna Leon
- Claudia Piñeiro
- Carme Chaparro
- Pierre Lemaitre
- Philip Kerr
- Joël Dicker
- Alicia Giménez Barlett
- Petros Márkaris
- Yasmina Khadra
- Dolores Redondo
- Lorenzo Silva
- Víctor del Árbol
- Alexis Ravelo
- Juan Madrid
- Jerónimo Tristante
- Graziella Moreno
- Andreu Martín
- Enrique Urbizu
- Rodrigo Cortés
- Rosa Montero
- Carlos Salem
- Rosa Ribas
- Marcelo Luján
- Carlos Zanón
- Sandrone Dazieri
- David Llorente
- Agustín Díaz Yanes

## Premios
- Premio a la Carrera Literaria Francisco Gonzalez Ledesma - VLC Negra
- Mejor Novela VLC Negra (3 categorías: Millor novel·la / Mejor Novela / Best Novel)[6]
- 60EnNegro. Certamen de MiniClips[7]
- #140tirs. Concurso de Microrrelatos[8]